# Willie Moretti
Willie Moretti (ur. 1894 w Bari, zm. 4 października 1951 w Cliffside Park) – czołowa postać nowojorskiego świata przestępczego, która wykrystalizowała się po słynnej wojnie castellammaryjskiej (1929–1931). 
W okresie młodości współpracował m.in. z Lucky Luciano, Frankiem Costello, Joe Adonisem i Abner’em „Longy” Zwillmanem. Twardy, brutalny i bezwzględny boss świata przestępczego New Jersey – odpowiedzialny za liczne morderstwa, wymuszenia i handel narkotykami. Wieloletni znajomy piosenkarza Franka Sinatry, któremu pomagał w karierze estradowej (zapewnił mu m.in. występy w klubie „Riviera” w rejonie Palisades).
W latach 40. zaczęły się pojawiać problemy z jego zdrowiem psychicznym wynikające z niewyleczonej kiły. Objawy choroby stanowiły poważny problem dla innych bossów świata przestępczego (szczególnie dla Vito Genovese) – obawiali się jego gadatliwości (w rozmowach z reporterami i dziennikarzami chwalił się wiedzą na temat tajemnic syndykatu). Po przesłuchaniach przed Komisją Kefauvera inni szefowie Vito Genovese i Albert Anastasia – wbrew stanowisku Franka Costello – mieli zlecić zabójstwo Morettego. 4 października 1951 gangster został zastrzelony w momencie, gdy siedział przy stoliku w restauracji (sprawcy pozostali nieznani). Jego śmierć zbiegła się w czasie z przejęciem przez Genovese przywództwa nad rodziną Costello.